# ノバスコシア州の旗

ノバスコシア州の州旗

ノバスコシア州の旗 (flag of Nova Scotia) は、州の紋章がデザインされた、カナダ・ノバスコシア州の州旗である。
デザインは聖アンデレ十字に州の紋章が中央に配置されたもの。州の紋章はスコットランドの紋章と同じもの。